# Municipio de Meramec (condado de Jefferson)
El municipio de Meramec (en inglés: Meramec Township) es un municipio ubicado en el condado de Jefferson en el estado estadounidense de Misuri. En el año 2010 tenía una población de 18192 habitantes y una densidad poblacional de 72,57 personas por km².

## Geografía
El municipio de Meramec se encuentra ubicado en las coordenadas 38°23′38″N 90°38′31″O / 38.39389, -90.64194. Según la Oficina del Censo de los Estados Unidos, el municipio tiene una superficie total de 250.67 km², de la cual 248.09 km² corresponden a tierra firme y (1.03%) 2.58 km² es agua.

## Demografía
Según el censo de 2010, había 18192 personas residiendo en el municipio de Meramec. La densidad de población era de 72,57 hab./km². De los 18192 habitantes, el municipio de Meramec estaba compuesto por el 97.22% blancos, el 0.36% eran afroamericanos, el 0.37% eran amerindios, el 0.48% eran asiáticos, el 0.02% eran isleños del Pacífico, el 0.38% eran de otras razas y el 1.16% pertenecían a dos o más razas. Del total de la población el 1.47% eran hispanos o latinos de cualquier raza.